# گمینا توروبین
گمینا توروبین (به لهستانی:  Gmina Turobin) یک گمینا در لهستان است که در شهرستان بیوگورای واقع شده‌است. گمینا توروبین ۱۶۲٫۱۹ کیلومتر مربع مساحت و ۶٬۹۴۹ نفر جمعیت دارد.